# Batobus

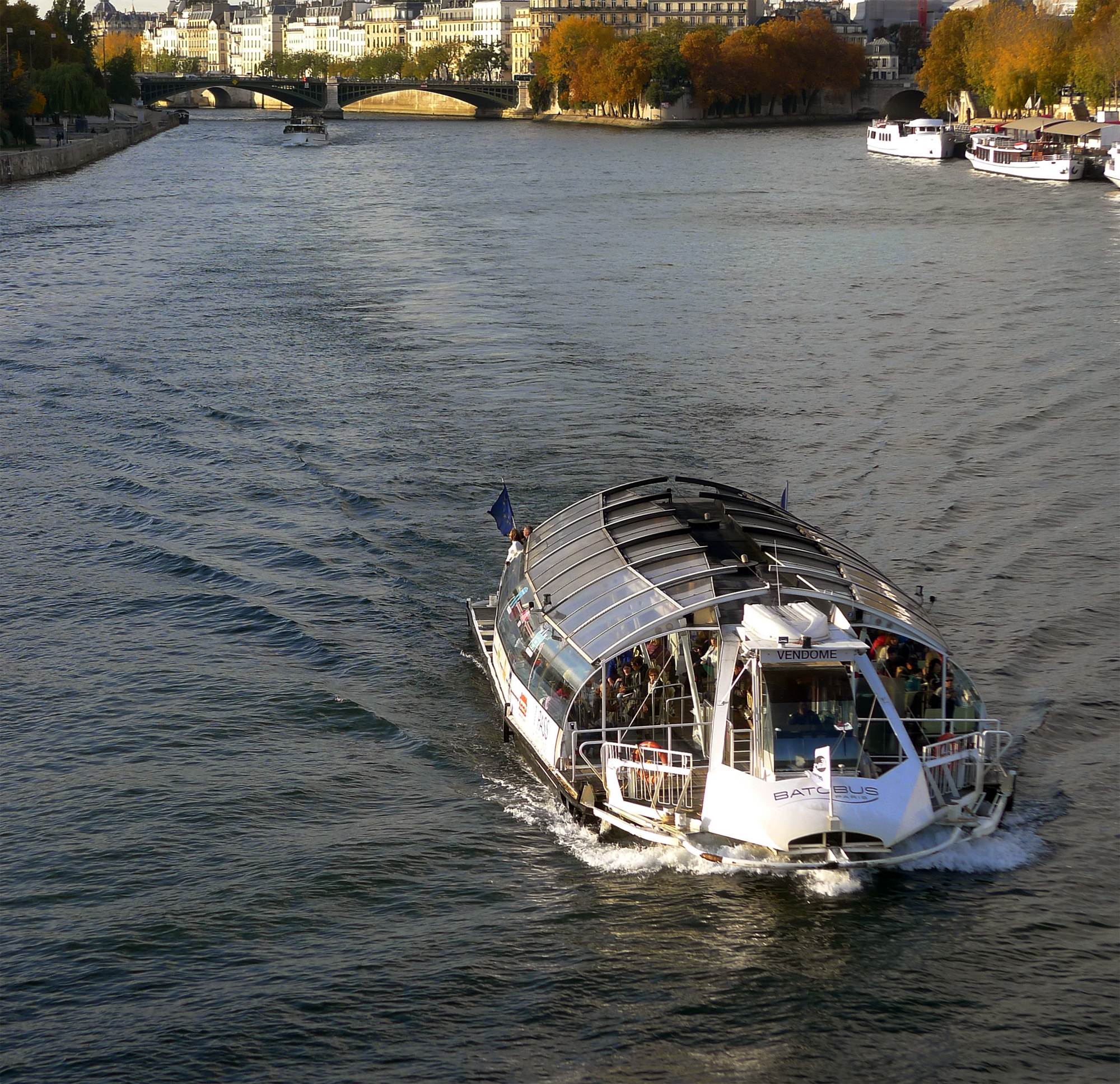
Un Batobus à la pointe de l'Île Saint-Louis.

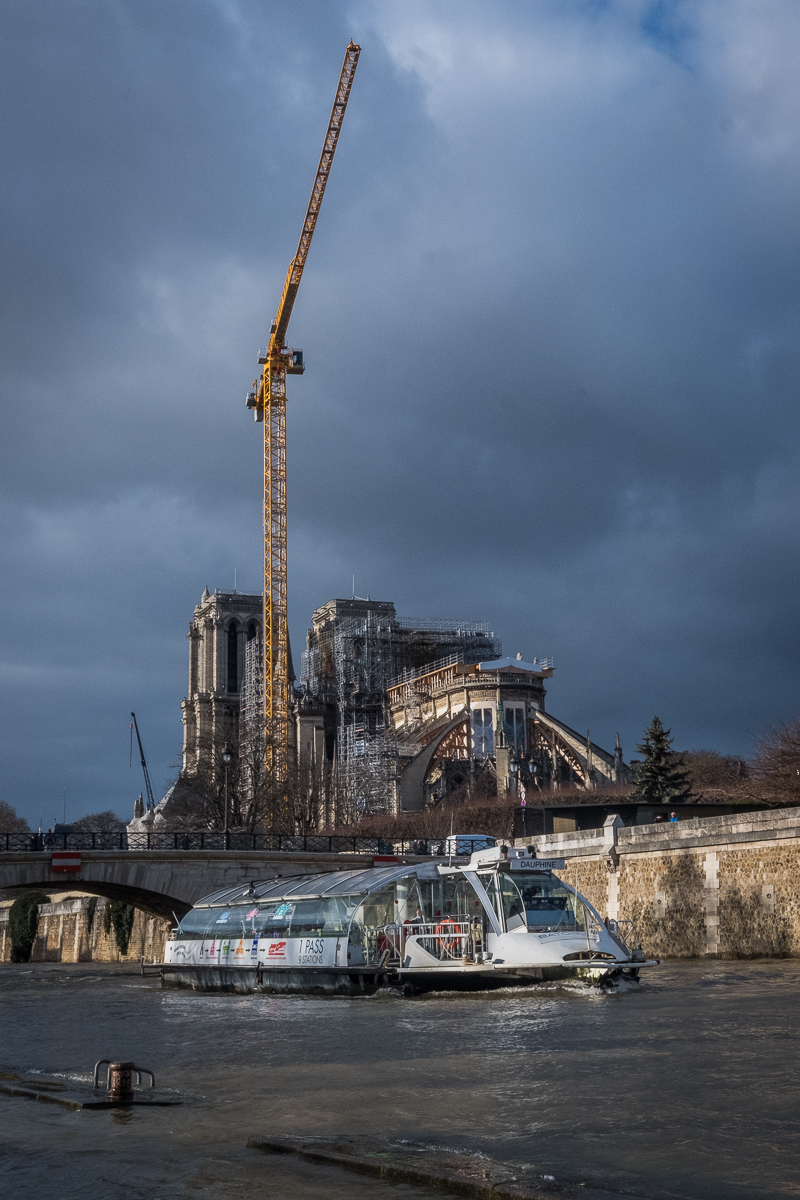
Un Batobus passant près de la cathédrale Notre-Dame de Paris.

Batobus est un service et une marque commerciale de la Compagnie des Batobus.
Ce service de transport fluvial assure, grâce à une flotte de huit embarcations, le transport de voyageurs sur la Seine à Paris sur 9 escales qui desservent les monuments parisiens du bord de Seine.

## Histoire
En 1989, lors des célébrations du bicentenaire de la Révolution française, le secrétariat d'État aux Transports décide la création d'un service de bateaux-bus sur la Seine dans Paris. Le port autonome de Paris, auquel la gestion du service a été confié, choisit comme concessionnaire la compagnie des Bateaux parisiens, avec une concession renouvelable annuellement.
De 1989 à 1996, le service transporte annuellement environ 100 000 passagers. En 1996, la concession est renouvelée pour treize saisons touristiques, sous la dénomination commerciale de « Batobus ».
En 2001-2002, la fréquentation annuelle du service atteint 500 000 passagers.
Six escales sont alors prévues, quatre sur la rive gauche, et deux sur la rive droite. Trois escales sont ajoutées ultérieurement, allongeant le parcours des bateaux au jardin des plantes, en amont, à la tour Eiffel et à Beaugrenelle/Île aux Cygnes, en aval. En 2005, le service, qui a progressivement été allongé, devient annuel.
En 2007, Batobus remporte l'appel d'offres lancé par le Syndicat des transports d'Île-de-France (STIF) pour la création d'une navette fluviale régulière sur le bief de la Seine en amont de Paris. Ce service, baptisé Voguéo, est expérimenté durant trente-et-un mois, du 1er juin 2008 au 31 décembre 2010.
Batobus conserve en quelque sorte la partie centrale parisienne de Voguéo.

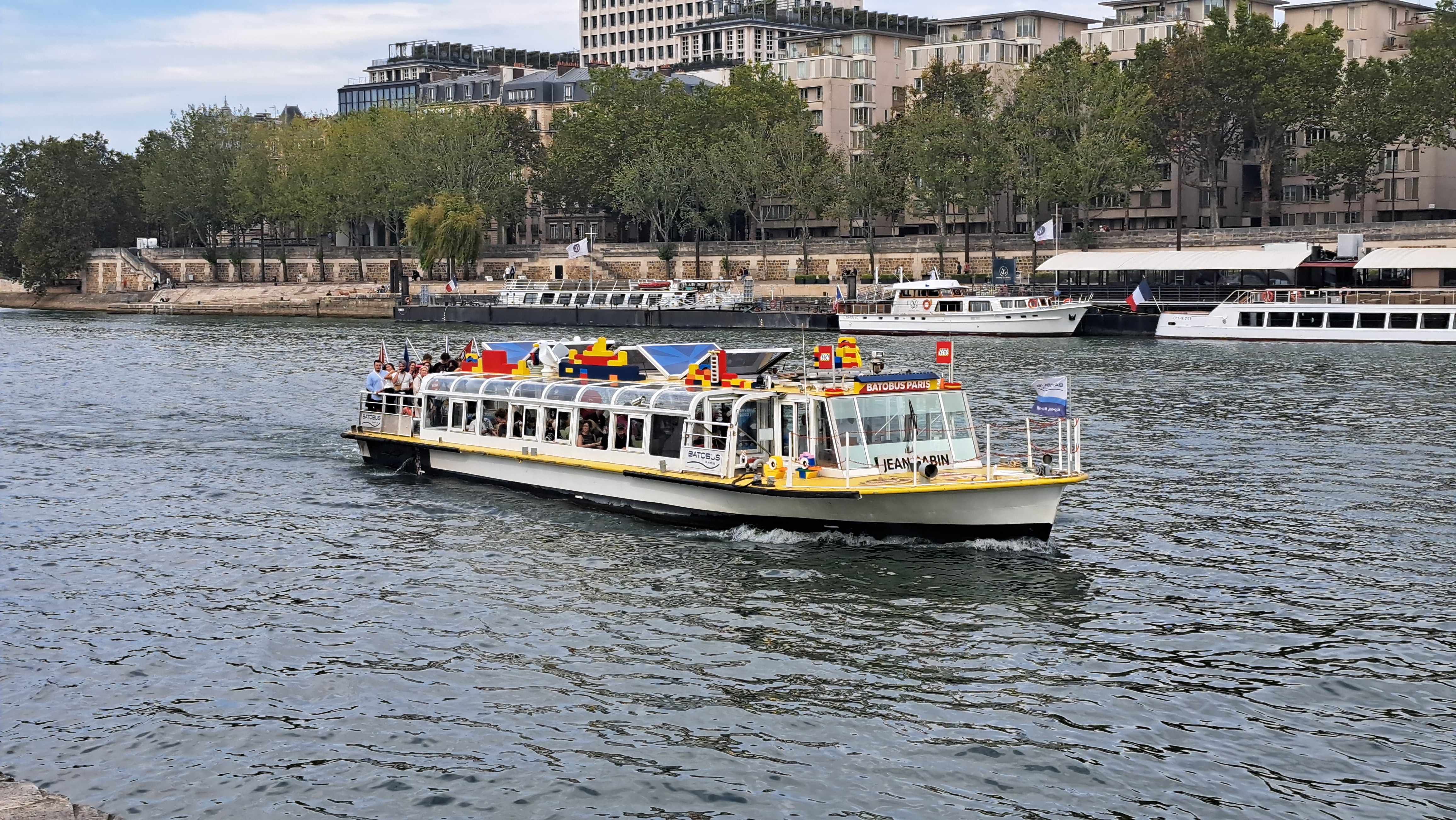
Le « Bateau Lego » en service durant l'été 2024.

Durant l'été 2024, le bateau Jean Gabin de la flotte Batobus a été transformé en « Bateau Lego », avec un design inspiré de la marque de briques de construction danoise. Repeint en jaune et décoré de larges briques, ce bateau a desservi les escales habituelles le long de la Seine. À bord, les passagers pouvaient découvrir une figurine grandeur nature représentant une capitaine, ainsi que des maquettes, dont une réplique du bateau et une version réinterprétée de la tour Eiffel. Des activités ludiques, spécialement conçues pour les enfants, étaient également proposées durant la croisière,.

## Escales
En 2022, les bateaux desservent neuf escales, six sur la rive gauche (RG) et trois sur la rive droite (RD) : Tour Eiffel (RG), Invalides (RG), Musée d'Orsay (RG), Saint-Germain-des-Prés (RG), Notre-Dame (RG), Jardin des plantes (RG), Hôtel de Ville (Jardin Federico-García-Lorca) (RD), Louvre (RD) et Place de la Concorde (RD).

## Exploitation

### Desserte
Le service est assuré selon une plage horaire qui va de 10 h à 17 h en semaine en basse saison jusqu'à une plage de 10 h à 21 h 30 en haute saison.
Chaque escale est desservie à raison d'un bateau toutes les quarante minutes en basse saison et seulement toutes les vingt-cinq minutes en haute saison.

### Flotte
Naviguant à la vitesse de six nœuds, soit environ 12 km/h, limite autorisée sur le bief de la Seine à Paris, le parc se compose de huit embarcations comprenant six trimarans, à double propulsion avant et arrière, permettant des manœuvres à 360°. Ces embarcations peuvent transporter jusqu'à deux cents passagers et une dizaine de bicyclettes. Ces bateaux sont dotés d'une terrasse à l'arrière, et d'un espace pour vélos à l'avant. Ils portent les noms de Vendôme, Odéon, Rivoli, Trocadéro, Bastille et Dauphine. Deux autres vedettes d'une capacité de cent-cinquante places, complètent la flotte les jours de forte affluence.

## Tarification
Les tarifs sont proposés pour une durée d'un jour, de deux jours consécutifs ou pour toute l'année.
- Pour un jour, le tarif est de 23 € par adulte, de 13 € par enfant de moins de 16 ans) et gratuit pour les enfants de moins de 3 ans. Il existe un Pass Famille afin de faire bénéficier d'une réduction de 5 € pour les familles constituées de deux adultes et deux enfants ou deux adultes et trois enfants qui est disponible uniquement en billetterie. Il est également possible de bénéficier de réductions grâce à la carte Navigo, à la carte étudiant ou encore à la carte famille nombreuse disponible uniquement en billetterie, uniquement pour les personnes de plus de 16 ans. Le billet pour un jour revient donc à 18 € au lieu de 23 €.

- Pour deux jours (consécutifs), le tarif est de 21 € par adulte (19 € sur le site web de batobus.com[8]), de 11 € par enfant de moins de 16 ans (10 € sur le site web de batobus.com[8]) et gratuit pour les enfants de moins de 3 ans. Il existe un Pass Famille afin de faire bénéficier d'une réduction de 6 € pour les familles constituées de deux adultes et deux enfants ou deux adultes et trois enfants qui est disponible uniquement en billetterie.

- Abonnement annuel : cet abonnement permet aux clients de profiter de Batobus tout au long de l'année pour des trajets illimités. Le prix à plein tarif est de 60 €. Le tarif avec présentation de la carte Navigo revient à 40 €. Le tarif enfant est de 38 € pour les moins de 16 ans.

## Fréquentation
Le service transporte une clientèle pour l'essentiel touristique : les porteurs d'un titre de transport francilien qui bénéficient d'un tarif réduit sont en effet estimés à moins de 5 % du total des voyageurs. La fréquentation est en constante progression depuis le lancement du service et a atteint, en 2007/2008, 914 084 titres vendus pour environ 1,6 million de trajets (billets à utilisations multiples).